# Angulus inferior scapulae

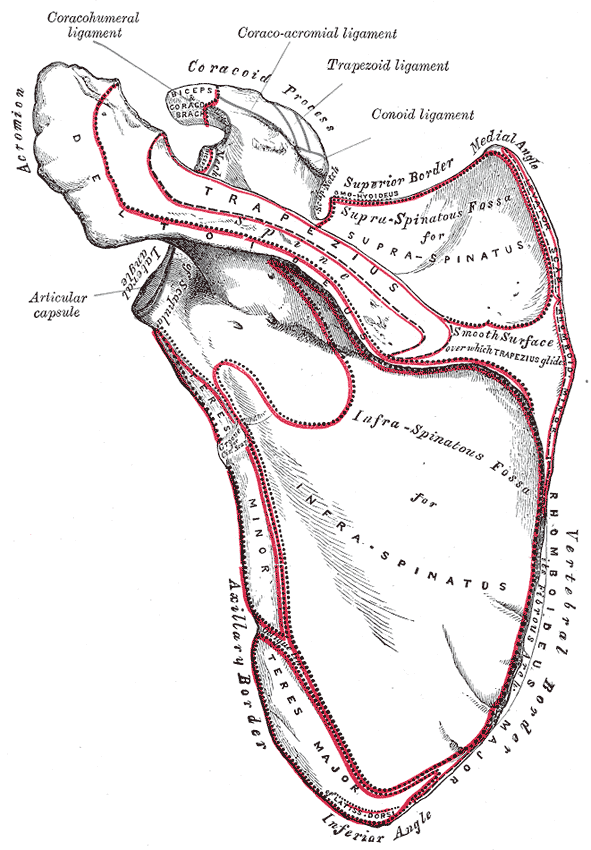
Vänster skulderblad sett bakifrån (dorsalt).

Angulus inferior scapulae är det latinska namnet på skulderbladets nedre vinkel beläget mellan benets mediala (margo medialis) och laterala (margo lateralis) kanter.
Angulus inferior är tjock och grov. På dess dorsala sida fäster m. teres major tillsammans med några av m. latissimus dorsis fibrer.